# Goldmanit
Goldmanit je zelený nebo zelenohnědý silikátový minerál granátové skupiny s chemickým vzorcem Ca3(V3+,Al,Fe3+)2(SiO4)3.

## Objevení
Poprvé byl popsán v roce 1964, kdy byl nalezen v okrese Cibola v Novém Mexiku. Pojmenován je po americkém petrologovi Marcusu Isaacu Goldmanovi.
Nalezen byl v jílu bohatém na vanad, v pískovcové oblasti. Konkrétní vzorek byl v metamorfovaném ložisku uranu a vanadu v podobě zrn, která byla zachycena v pískovci. Při zkoumání vzorků z této oblasti bylo zjištěno, že granát v málo mineralizovaném pískovci je bezbarvý, zatímco granát v dobře mineralizovaném pískovci hojném na vanadové jíly a uranové usazeniny byl tmavě zelený nebo hnědozelený. Aby se potvrdilo, že zelenou barvu způsobil vanad, byly dva vzorky nalezených granátů vyňaty z mateční horniny a odeslány k analýze. Jejím výsledkem bylo, že oba vzorky jsou na vanad velmi bohaté.

## Výskyt
Kromě naleziště v Novém Mexiku byl goldmanit nalezen ve Francii, v Severním moři (při těžbě ropy), v oblasti ruského Bajkalu a také v Klatovech v České republice. Zatím byl goldmanit objeven na všech kontinentech krom Afriky a Antarktidy, ale není vyloučeno, že bude nalezen i tam. Jedno z největších světových ložisek se nachází v okrese Pezinok na Slovensku. Další významné ložisko je na Korejském poloostrově, kde se vyskytuje černých břidlicích.

## Vlastnosti
Přibližná hustota goldmanitu je 3,74 (± 0,03). Bylo zjištěno, že index lomu je zhruba 1,821, a je slabě anizotropní.